# Jessica Morrison
Jessica Elizabeth Morrison (Melbourne, 18 de mayo de 1992) es una deportista australiana que compite en remo.
Participó en tres Juegos Olímpicos de Verano, obteniendo una medalla de oro en Tokio 2020, (cuatro sin timonel) y bronce en París 2024 (dos sin timonel), y el séptimo lugar en Río de Janeiro 2016, en el ocho con timonel.
Ganó tres medallas de plata en el Campeonato Mundial de Remo, en los años 2019 y 2023.
En 2022 fue condecorada con la Medalla de la Orden de Australia (OAM).

## Palmarés internacional
| Juegos Olímpicos   | Juegos Olímpicos     | Juegos Olímpicos  | Juegos Olímpicos   |
| Año                | Lugar                | Medalla           | Prueba             |
| ------------------ | -------------------- | ----------------- | ------------------ |
| 2020               | Tokio (Japón)        | Medalla de oro    | Cuatro sin timonel |
| 2024               | París (Francia)      | Medalla de bronce | Dos sin timonel    |
| Campeonato Mundial |                      |                   |                    |
| Año                | Lugar                | Medalla           | Prueba             |
| 2019               | Ottensheim (Austria) | Medalla de plata  | Dos sin timonel    |
| 2019               | Ottensheim (Austria) | Medalla de plata  | Ocho con timonel   |
| 2023               | Belgrado (Serbia)    | Medalla de plata  | Dos sin timonel    |